# Тернопільська загальноосвітня школа-правовий ліцей № 2
Тернопільська загальноосвітня школа І-ІІІ ступенів-правовий ліцей № 2 — середній освітній комунальний навчальний заклад Тернопільської міської ради в м. Тернополі Тернопільської області.

## Історія
Школа заснована в 1953 році.

## Сучасність
У 27 класах школи навчається 634 учні.
У школі діє правовий профіль навчання, викладають англійську та німецьку мови.

## Педагогічний колектив

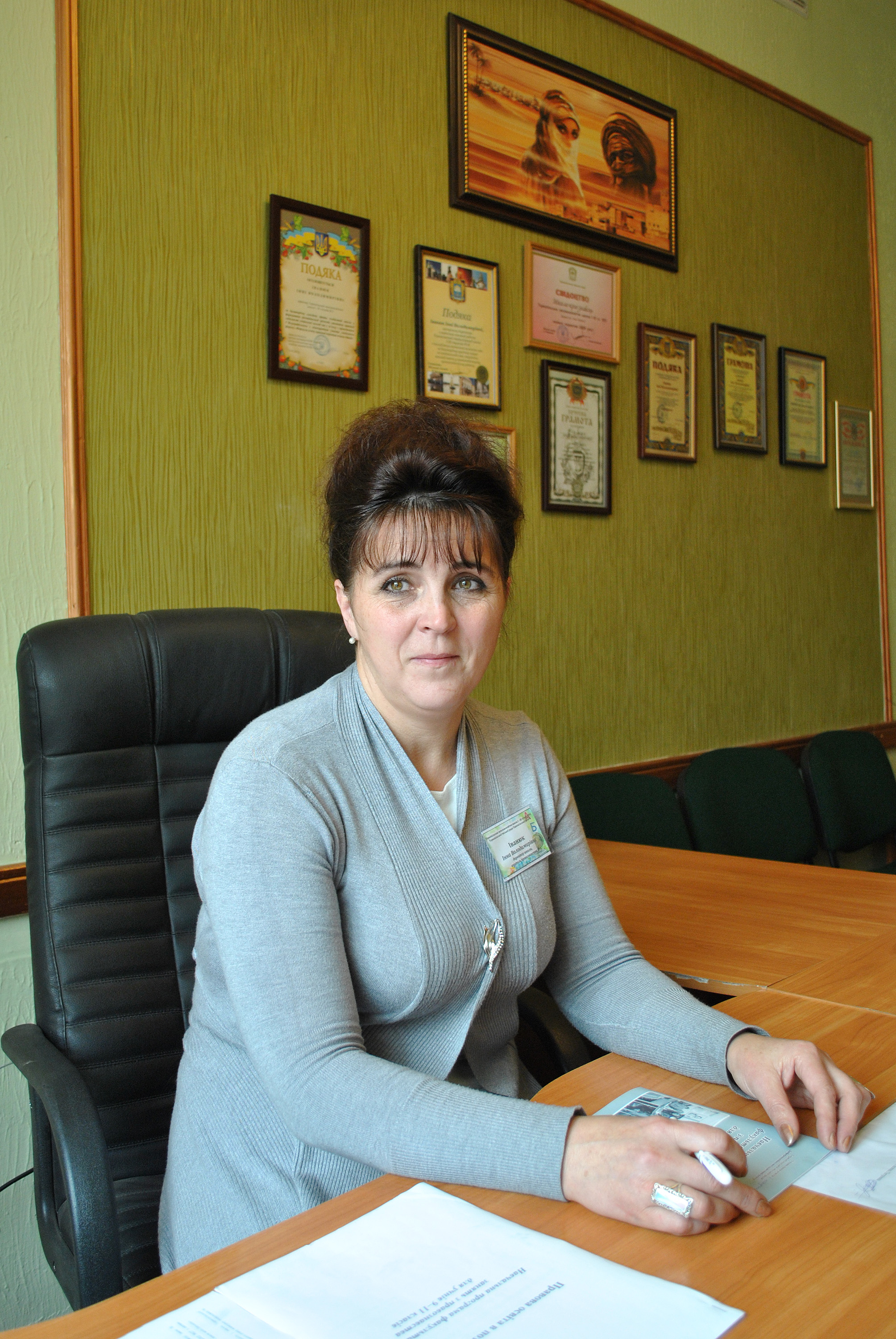
Директор школи № 2 Інна Іванюк

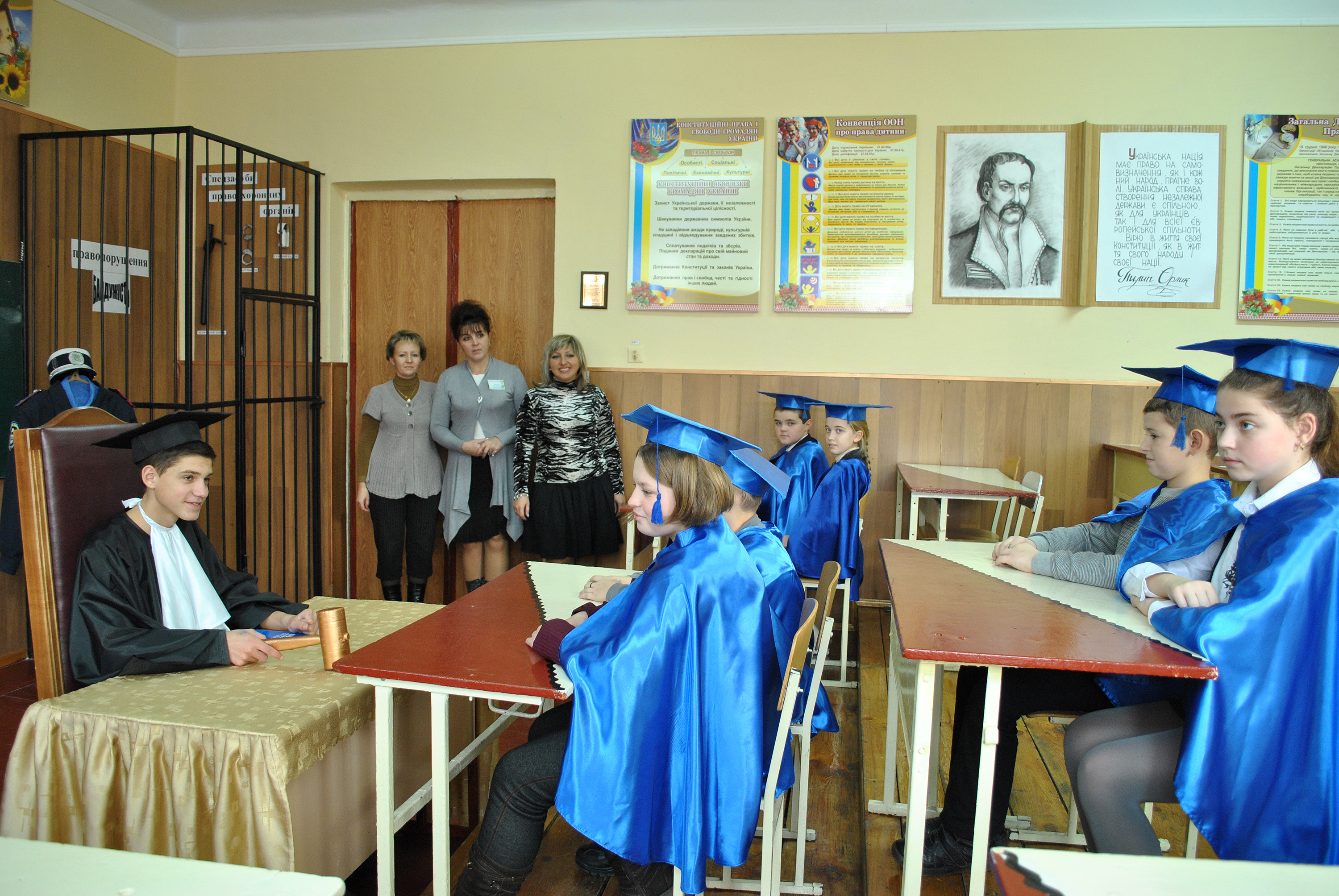
Урок права

- Інна Володимирівна Іванюк — директор,
- Наталія Олексіївна Білоус — заступник директора з виховної роботи,
- Інна Павлівна Гайдамаха — заступник директора з навчально-виховної роботи,
- Лариса Іванівна Гнатюк — заступник директора з навчально-виховної роботи,
- Оксана Миколаївна Корнійчук — заступник директора з методичної роботи.

## Відомі випускники
- Василь Дунець — український інженер-автодорожник, автор і виконавець пісень.
- Ігор Білоус — український державний службовець, фінансист